# Amphithéâtre d'Agen
L’amphithéâtre d'Agen est un édifice de spectacles antique construit à Aginnum en Aquitaine seconde, aujourd'hui dans le quartier des Tanneries d'Agen, dans le département français de Lot-et-Garonne.
Sa datation est incertaine, mais sa construction puis son agrandissement peuvent survenir pendant le Ier siècle apr. J.-C., selon des concetps architecturaux qui le rapprochent des amphithéâtre de Bordeaux ou Poitiers en France ou bien de Pula en Croatie. À son plus grand développement, il mesure environ 115 × 100 m pour une capacité estimée entre 12 et 15 000 spectateurs. Son abandon est en cours dans la seconde moitié du IVe siècle.
Son existence est pressentie dès le début du XIXe siècle et sa localisation est à peu près acquise au début des années 1980, au nord-est de la ville antique. Il n'est toutefois découvert qu'à la faveur de fouilles archéologiques réalisées en 1988 et 1989 et il est inscrit comme monument historique en 1991. Ses vestiges sont enfouis sous des aménagements récents.

## Contexte historique et archéologique
La première occupation des Nitiobroges sur le site se fait sous la forme d'un oppidum situé sur le plateau de l’Ermitage. La ville gallo-romaine Aginnum se crée sous le règne d'Auguste plus au sud dans la plaine, à la croisée de routes importantes et à la confluence du ruisseau de la Masse d'Agen avec la Garonne. Agen connaît alors un développement appréciable en tant que centre commercial lié à la proximité du fleuve et d'un nœud routier. La ville semble commencer à perdre de son importance dès le IIe siècle. À la fin du IVe siècle, la cité est connue sous le nom de Civitas Agenensium. À cette époque, la ville n'est pas abandonnée car même si les monuments comme l'amphithéâtre sont délaissés, leurs pierres sont récupérées pour d'autres constructions, toujours mal connues. L'abandon de la ville gallo-romaine au Ve siècle avec les grandes invasions est une hypothèse couramment formulée mais qu'aucune preuve archéologique ne vient attester.
La ville du Haut-Empire, dépourvue d'enceinte, s’étend sur au moins 80 hectares ; elle est organisée autour du decumanus maximus et du cardo maximus (axe nord-sud passant à proximité du théâtre, place Armand-Fallières, et de l'amphithéâtre, sous le quartier des Tanneries, placés aux extrémités sud et nord-est de la ville antique). Agen est une des rares villes antiques du Sud-Ouest avec Cahors, Limoges et Saint-Bertrand-de-Comminges à posséder ces deux types d'édifices de spectacle.

## Historique du monument
Succédant à une occupation diffuse du site, dans une zone de graves anciennement marécageuse mais certainement très largement asséchée à cette époque, l'amphithéâtre est sans doute construit entre l'avènement d'Auguste et la seconde moitié du Ier siècle apr. J.-C., sous la dynastie des Julio-Claudiens ; son orientation semble reprendre celle d'un cadastre préexistant. Il est édifié en deux étapes, la seconde pouvant coïncider avec la construction du théâtre antique de la ville. L'époque de son abandon est difficile à préciser, mais la récupération de ses pierres semble déjà en cours à la fin du IVe siècle. Entre ces deux bornes, la période d'occupation de l'amphithéâtre est très mal documentée.
L'urbanisation active du quartier semble remonter aux XIIIe et XIVe siècles : les structures de l'amphithéâtre sont réutilisées comme fondations ou bases de murs pour de nouvelles constructions et sa cavea progressivement remblayée.
L'existence du monument est ensuite oubliée jusqu'au moment où un amphithéâtre à Agen est mentionné au XVIe siècle par Jules César Scaliger et son fils Joseph Juste ; il s'agit en réalité d'un théâtre antique, au sud de la ville, dont les vestiges encore en élévation sont mal interprétés. La présence d'un « véritable » amphithéâtre, au nord cette fois, est suspectée à Agen dès le début du XIXe siècle par Jean Florimond Boudon de Saint-Amans d'après l'odonymie (rue des Arènes, impasse de la Courtine des Arènes) mais le monument n'est pas localisé avec précision ; en 1984, l'examen du parcellaire avec des limites cadastrales en arc de cercle (exception faite du quadrant sud-ouest du monument) confirme ces soupçons et, de fait, des sondages réalisés en 1988 dans des sous-sols de ces parcelles mettent au jour la présence de murs en petit appareil.
| Image externe |                                                     |
|               | L'amphithéâtre en cours de fouilles sur sudouest.fr |

Le monument est découvert l'année suivante, à la faveur de fouilles de sauvetage dans le cadre de la reconstruction du quartier des Tanneries. Ses vestiges sont enfouis à l'issue des fouilles, ce qui soulève une polémique entre la municipalité qui souhaitent réaménager le site et des associations qui militent pour que ce témoin de l'Antiquité agenaise reste visible et soit mis en valeur.
L'amphithéâtre est inscrit au titre des monuments historiques par arrêté du 31 janvier 1991.

## Description
Les fouilles ont dégagé un huitième du monument, dans la quadrant nord-nord-ouest de l'amphithéâtre ; elles permettent, selon les fouilleurs, de proposer une restitution générale du rez-de-chaussée de l'édifice. Leurs résultats mettent en évidence deux états du monuments, se succédant à moins d'un siècle d'intervalle. Il s'agit probablement de deux étapes d'un seul et même projet ; dès la conception du monument, le premier état est voulu transitoire avant que le second ne parachève l'amphithéâtre. Les concepteurs semblent avoir voulu construire à moindres frais un monument utilisable le plus rapidement possible.

### Premier état

#### Caractéristiques générales

Détail des maçonneries (partie nord).

L'amphithéâtre, en forme d'ellipse régulière et bâti sur structure creuse, mesure environ 107 × 90 m. L'arène est entourée d'une cavea se développant sur 20 m de large et comportant six murs annulaires dont l'épaisseur va de 0,60 à 0,90 m ; le mur intérieur est celui du podium, le mur extérieur est la paroi périphérique de l'amphithéâtre. Ces murs annulaires s'interrompent au niveau de murs rayonnants limitant des couloirs d'accès. Dans cette configuration, la capacité de l'amphithéâtre est estimée à 6 000 spectateurs.
Les fondations des murs, profondes d'environ 0,60 m, sont constituées d'éclats de calcaire noyés dans du mortier. Les élévations sont composées de deux parements en opus vittatum qu enserrent un noyau en opus caementicium de mortier de chaux et d'éclats de calcaire. Les calcaires agenais de l'Aquitanien, extraits localement, sont utilisés pour les parements comme pour la confection du noyau. Les seuls blocs de grand appareil retrouvés appartiennent aux marches des escaliers internes aménagés lors de l'agrandissement du monument.

#### Arène et aménagements
L'arène est construite sur un terrain décapé sur une épaisseur de 1,60 à 1,80 m ; elle mesure environ 67 × 50 m et ne semble pas avoir été équipée d'aménagements souterrains en raison de la proximité d'une nappe phréatique ; un mur de podium, appuyé contre le terrain naturel, la délimite. Ce mur n'est parementé que sur la face qui regarde l'arène mais aucun enduit ou décor n'y est identifié.
Un euripe fait peut-être le tour de l'arène, en bordure du mur du podium, mais les indices sont trop ténus pour pouvoir l'affirmer avec certitude. Le seul aménagement interne connu est celui d'un pièce, peut-être un carcer, occupant l'angle du vomitoire nord et de l'arène sur laquelle il s'ouvre ; il est probable que, par symétrie, trois pièces analogues occupent les autres angles.

#### Caveaet vomitoires
Le mur qui délimite extérieurement l'amphithéâtre ne dispose d'aucune ornementation particulière, simplement rythmé par les ouvertures des portes d'accès à la cavea. À ces portes aboutissent des couloirs radiaux qui desservent alternativement la partie basse et moyenne de la cava.
Seuls les gradins les plus proches du mur du podium, et donc de l'arène, doivent être construits en pierre et réservés aux notables. Les autres sont vraisemblablement en bois, reposant sur une charpente également en bois prenant appui sur les murs annulaires maçonnés.
L'arène est accessible par deux vomitoires principaux, au nord et au sud, selon le grand axe du monument et la rue Jules-Cels respecte le tracé de ce grand axe ; les murs latéraux de ces vomitoires se prolongent sur au moins 4,90 m vers l'extérieur, au-delà de la façade du monument.

### Second état

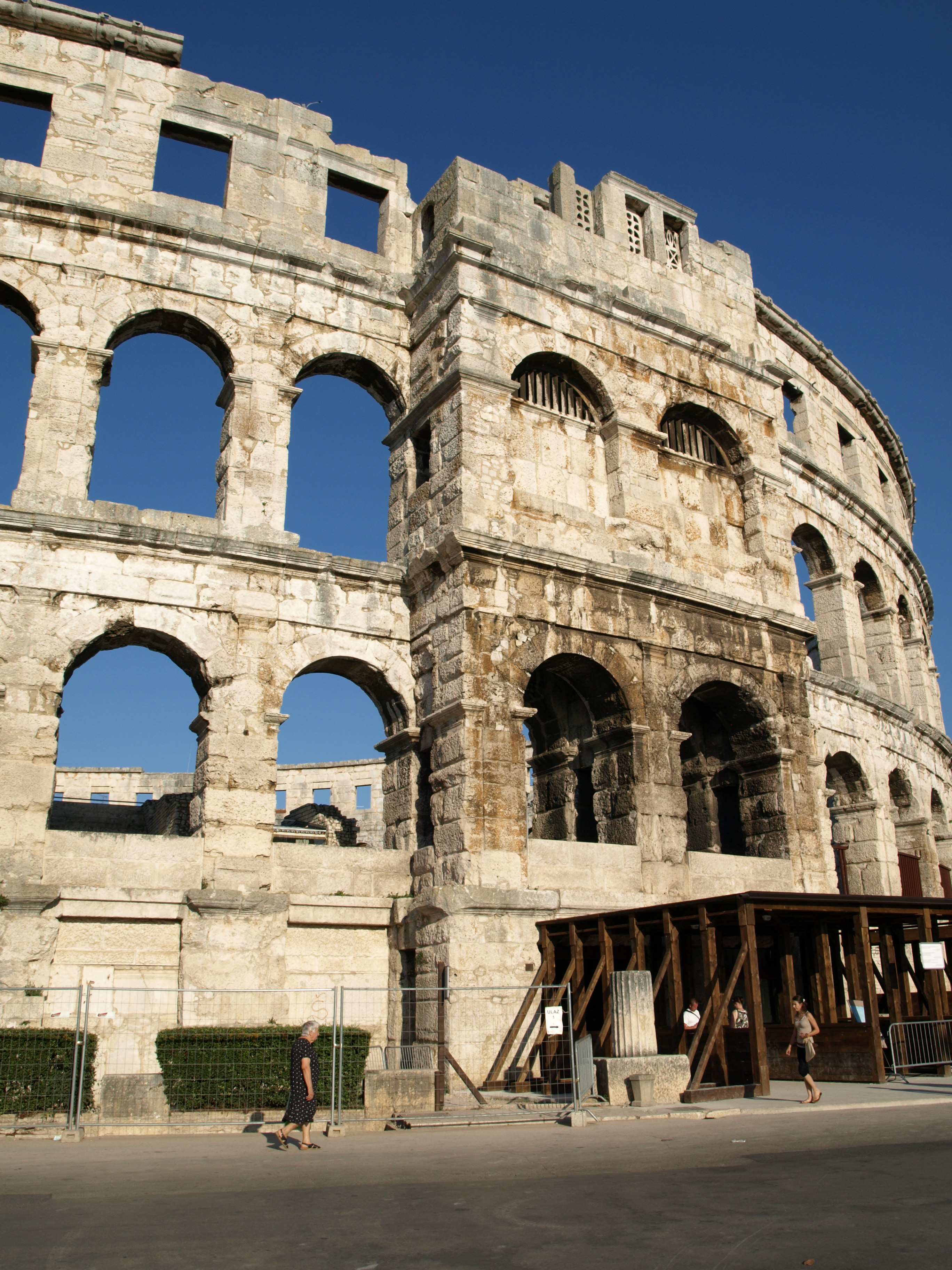
Cage d'escalier de l'amphithéâtre de Pula.

La construction est agrandie par un portique qui repose sur une succession de piliers massifs ; ce dispositif ceinture l'ensemble du monument, simplement interrompu au niveau des vomitoires. La largeur de la cavea est portée à 25 m ; le portique doit être couronné par un attique. Les dimensions de l'amphithéâtre s'établissent alors à environ 115 × 100 m, ce qui porte sa capacité à 12 000 à 15 000 spectateurs.
Contre ce portique sont édifiés des escaliers extérieurs, sans doute au nombre de quatre, qui permettent d'accéder au sommet de la cavea ; la partie ajoutée à la cavea, destinée à augmenter la capacité de l'amphithéâtre, ne devait pas communiquer avec le reste du monument, nécessitant la construction de ces accès spécifiques. Un dispositif analogue est mis en évidence à l'amphithéâtre de Pula,.
De petits escaliers maçonnés sont construits entre les deux murs annulaires les plus extérieurs du premier état, mais il n'est pas possible de déterminer s'il s'agit de nouveaux accès ou s'il remplacent, comme c'est plus probable, des structures existantes en bois ; ils permettent sans doute aux spectateurs de gagner la partie médiane de la cavea.
L'arène et ses accès ne semblent pas modifiés mais les vestiges sont en trop mauvais état pour l'affirmer.
Les maçonneries du second état sont constituées de la même manière que les précédentes, à trois différences près. Des fragments de terres cuites architecturales entrent dans la composition du blocage du noyau ; les moellons du parement sont faits d'une roche plus tendre, ayant moins bien résisté au temps ; la maçonnerie est cependant plus soignée, avec des joints lissés au fer.
Des similitudes entre les travaux d'agrandissement de l'amphithéâtre d'Agen et les amphithéâtres de Bordeaux et de Poitiers amènent Renaud-Yves Dufilho à suggérer l'intervention d'un même architecte.